# افسانه زنان سلحشور
افسانه زنان سلحشور (انگلیسی: Legendary Amazons) فیلمی در ژانر اکشن به کارگردانی فرانکی چان است که در سال ۲۰۱۱ منتشر شد. از بازیگران آن می‌توان به سیسیلیا چئونگ و چنگ پی-پی اشاره کرد.